# Cunning Stunts
Cunning Stunts, live-dvd med Metallica inspelad 1997 på Tarrant County Center i Fort Worth i Texas.
Konserten som ägde rum i Texas, USA 9-10 maj 1997 innehöll en mycket dramatisk scen kallad "Destruction Scene" där scenen gick sönder och människor föll från taket. Man kunde även urskilja en brinnade man ur mängden.
Namnet Cunning Stunts är en ordlek, egentligen menas Stunning Cunts. Konserten blev till en dvd som släpptes officiellt av Metallica. Konserten innehåller många låtar från albumet Load men också en del äldre verk som For Whom The Bell Tolls och Fade To Black.

## Låtförteckning
- So What
- Creeping Death
- Sad But True
- Aint My Bitch
- Hero of the Day
- King Nothing
- One
- Fuel (första gången live någonsin, annan text)

- Bass Guitar Doodle
- Nothing Else Matters
- Until It Sleeps
- For Whom The Bell Tolls
- Wherever I May Roam
- Fade To Black
- Kill/Ride Medley

- Last Carress
- Master of Puppets
- Enter Sandman
- Am I Evil
- Motorbreath